# Lázár István (püspök)
Nagyajtai Lázár István (Torockó, 1742. szeptember 3. – Kolozsvár, 1811. október 7.) bölcseleti doktor, kollégiumi tanár, unitárius lelkész, erdélyi magyar unitárius püspök 1786-tól haláláig.

## Élete
Lázár Mihály és Pozsgai Anna fia. A torockói unitárius iskolában kezdte tanulását, 1756 táján a kolozsvári főiskolában folytatta, és 1768-ban az erdélyi királyi táblán visszahivatván, belgiumi akadémiákra küldték közköltségen. Leidenben 1775-ben bölcseleti doktorrá avatták, és hazatérve köztanító, majd iskolaigazgató, 1786-ban pedig püspök lett. Püspöksége alatt alapították a székelykeresztúri unitárius gimnáziumot.

## Munkája
- Tentamen philosophicum inaugurale centuriam positionium philosophicarum ex variis universae philosophiae capitibus delectarum, exhibens, praeside Diderico van der Kemp. Lugduni Batavorum, 1775

### Kéziratban
- Széplaki Petrityevity Horváth Antal urfi felett mondott halotti oratio 1777. 4rét 32 lap (a Magyar Nemzeti Múzeumban)